# کنش جمعی
کنش جمعی (انگلیسی: Collective action) به اقدامی اطلاق می‌شود که توسط گروه ذی‌نفوذ انجام می‌شود که هدفشان بهبود وضعیت و دستیابی به یک هدف مشترک است. اصطلاحی است که در بسیاری از حوزه‌های علوم اجتماعی از جمله روان‌شناسی، جامعه‌شناسی، انسان‌شناسی، علوم سیاسی و علم اقتصاد، صورت‌بندی‌ها و نظریه‌هایی دارد.